# 2MASS J02132880+4444453
2MASS J02132880+4444453 ist ein Brauner Zwerg im Sternbild Andromeda. Er wurde 2003 von Kelle L. Cruz et al. entdeckt und gehört der Spektralklasse L1,5 an. Seine Position verschiebt sich aufgrund seiner Eigenbewegung jährlich um 0,17 Bogensekunden.